# Coûte que coûte
Ne pas confondre avec l'émission Coûte que coûte de la chaine belge RTL-TVI
Coûte que coûte (titre original : At All Costs) est le onzième roman de la série Honor Harrington de l'écrivain de science-fiction David Weber paru en 2005 puis traduit en français et publié en deux tomes en 2009,. Ces deux nouveaux volumes voient l'arrivée d'un nouvel illustrateur Genkis qui remplace Vincent Madras (les rééditions intégreront petit à petit les illustrations de Genkis).
À la suite des attaques menées par la flotte de la République de Havre, la position stratégique du Royaume stellaire de Manticore est précaire. L’Amiral Honor Harrington reçoit le commandement de la huitième flotte, la seule force que l’Alliance a pu mettre en place pour des actions offensives contre la République de Havre. De plus, sous l’action des Amiraux Theisman et Foraker, l’avantage technologique c’est fortement réduit par rapport au début de la première guerre entre le Royaume stellaire de Manticore et la République populaire de Havre.
D’autre part Honor continue de travailler de façon étroite avec Hamish Alexander, le nouveau Premier Lord de l’Amirauté. Cette intimité finit par les entraîner dans la relation romantique qu’avait tenté de suggérer le précédent gouvernement, ce qui risque de présenter un certain nombre de difficultés, aussi bien personnelles que professionnelles, pour eux-deux. 

## Résumé
La République de Havre poursuit ses attaques contre les systèmes alliés de Manticore pour tester les tactiques de défenses de l’alliance, prenant ainsi pour cible les systèmes d'Alizon et de Zanzibar.
Le régent du domaine Harrington, Howard, décède à l’âge de quatre-vingt-douze ans. Honor choisit Austen Clinkscales pour lui succéder, et décide de créer une relation familiale avec le clan Clinkscales.
Le membre du conseil d’administration de Manpower Incorporated, Detweiler assiste à une réunion dans le système de Mesa. Il se réjouit que la guerre entre le Royaume de Manticore et la République de Havre permette d’étendre la zone d’influence de Manpower, et surtout son commerce d’esclaves génétiquement modifiés auxquelles sont fermement opposées ces deux nations stellaires. Pour maintenir cet état de guerre, Manpower soutient les pirates dans le système de Verdant Vista (alias "Congo") afin de déstabiliser Erewhon pour que son gouvernement rompe avec Manticore. Cette entreprise a échoué car le Royaume stellaire et la République ont coopéré lors d’une opération contre Congo, et participé à la libération des esclaves de la planète contrôlée par Mesa, entrainant la fondation du Royaume de Torche (roman : La Couronne des esclaves). Par ailleurs, Mesa et Manpower s'inquiètent de la découverte d'une sortie supplémentaire au point de saut de Manticore menant au système de Lynx, dans l'amas de Talbot. Manpower espère faire en sorte que l’amas de Talbot échoue dans sa demande d'intégration au Royaume de Manticore. Manpower envisage également d’utiliser des nanotechnologies pour faire assassiner certaines personnalités de la République et du Royaume stellaire.
De retour sur Manticore, Honor Harrington retrouve le comte de Havre-Blanc et sa femme Émilie qui approuve leur relation. Elle met en place l’état-major de la Huitième Force qui sera basée dans le système de l’Étoile de Trévor et qui devra attaquer les systèmes havriens pour que la République répartisse ses flottes de façon qu’elles ne soient pas disponibles pour des opérations offensives.
Le ministre des affaires étrangères de Havre qui avait falsifié les courriers lors des négociations avec Manticore, décide de faire modifier les preuves que son complice possède contre lui. Le directeur de l’agence fédérale d’investigation de la République, ayant des soupçons, décide d’enquêter. Ce complice, apparemment, se suicide, mais des analyses sanguines font penser qu’il a été assassiné par l’intermédiaire de nanotechnologie. La présidente Pritchart est informée, et décide que l’enquête doit continuer pour obtenir des preuves concrètes contre le ministre ; mais ce dernier est tué lors d’un accident de la circulation.
Honor découvre qu’elle est enceinte d’Hamish à la suite d'une erreur de programmation de son implant contraceptif. En accord avec Hamish et Émilie, elle décide de recourir au développement in vitro. Allison, sa mère, convainc Émilie d’avoir elle aussi un enfant. Ce qu’elle s’était jusqu’alors refusée de peur qu’il ne réponde pas aux traitements de régénérations comme dans son cas.
Honor lance des raids détruisant l’industrie orbitale ainsi que les forces défensives des systèmes de Tambourin, d’Héra, de Squale, de Gaston et de Hallman. Lors de ces attaques sa flotte ne subit aucune perte, mais révèle certaines améliorations techniques. Elle lance une deuxième série d’actions dévastatrices contre les systèmes de Chantilly, d’Augusta, de Fordyce et de Des Moines. Les havriens décident de tendre des pièges dans certains systèmes susceptibles d’être attaqués.
À la suite de fuites dans la presse concernant l’enfant de Honor, le révérend Sullivan de Grayson rencontre son homologue sur Manticore et organise son mariage avec Hamish et Émilie, la polygamie étant la norme sur Grayson. Peu après Honor est victime d’une tentative d’assassinat de son officier d’ordonnance qui a agi comme programmé.
Pendant que Tourville attaque Zanzibar, détruisant l'industrie spatiale ainsi que l'essentiel de la flotte alliée; Honor lance une attaque simultanée sur les systèmes de Lorn et de Solon. Dans le système de Lorn, le chantier naval, toute l'industrie de soutien et la flotte havrienne sont réduits en miettes. Dans le système de Solo, Honor affronte plusieurs escadres de l'amiral Giscard ainsi qu'une station nommée Moriarty, conçue par l'amiral Foraker, capable de contrôler des milliers de missiles lancés à partir de capsules déposées par des dragueurs de mine. Honor perd la moitié de ses navires, dont l'Ajax commandé par son amie Michelle Henke, cousine de la reine du Royaume stellaire.
Sur Manticore, Honor décide qu'Andrew LaFollet, son homme d'armes depuis quinze ans et l'unique survivant de son équipe de sécurité, se chargera de la sécurité de son fils. Elle officialise son mariage avec Hamish et Émilie lors d'une réception organisée par la reine. Peu de temps après, son fils Raoul naît.
Les Andermiens et Manticore se sont alliés contre la République de Havre, se partageant la Confédération Silésienne afin de mettre un terme à cette zone de trouble permanente, que la République de Havre a cherché à utiliser déjà par deux fois. La flotte andermienne, remise à niveau pour gérer les capsules lance-missiles manticoriennes, est déployée en renfort dans les systèmes alliés et dans la Huitième Force.
Dans l'amas de Talbott, les manticoriens sont parvenus à la conclusion que les incidents terroristes s'opposant à l'annexion sont orchestrés par des éléments extérieurs, et sont armés par Mesa. Mesa a également fournit à la République de Monica des vaisseaux retirés du service par la Ligue Solarienne, dans le but d'attaquer le point de sortie de Lynx. L'ensemble de ces troubles et déstabilisations visaient à entrainer une réaction armée de la Ligue Solarienne pour "pacifier" la région et ainsi repousser Manticore. Découvrant certaines preuves de cette machination, le capitaine Terekhov mène avec succès sa petite escadre contre la République de Monica afin de détruire les vaisseaux solariens reçus par Monica et qui sont en train d'être rééquipés et réarmés (voir : L'Ombre de Saganami).
Pritchart est informée qu'une hypothétique tierce partie pourrait être impliquée dans la poursuite de la guerre. Elle informe son gouvernement des agissements de l'ancien ministre des affaires étrangères et propose de rencontrer la reine Elisabeth en personne. Elle libère Michelle Henke qui avait été capturée, et la charge de transmettre sa proposition à la reine de Manticore, dont Henke est une proche parente. Elisabeth, très réticente, consent néanmoins à rencontrer la Présidente de la République de Havre sur la planète indépendante de Torche, dans le système de Verdant Vista (Congo).
Sur Mesa, Detweiler encaisse l'échec de sa manœuvre de déstabilisation de l'amas de Talbot. Il décide de faire capoter les futures négociations et fait assassiner l'ambassadeur manticorien sur Terre. Malgré l'enquête désignant les services havriens, la reine Elisabeth maintient la rencontre. Mais lorsqu'un attentat est commis sur Torche pour éliminer le régime local, elle annule le rendez-vous et informe la République de Havre de la reprise des opérations militaires. Pritchart et son gouvernement suspectent Mesa d'être à l'origine de l'attentat, mais de disposent par de preuves définitives. Havre s'apprête donc à frapper suffisamment fort Manticore pour la convaincre de négocier. Son état-major met au point deux plans dont un est d'attaquer le système mère de Manticore.
Honor, dans le système de l’Étoile de Trévor, reçoit la visite de Anton Zilwicki, père de la reine du Royaume de Torche, accompagné de Victor Cachat, officier havrien du renseignement extérieur. Ce dernier affirme que la République de Havre est étrangère aux événements survenus sur Torche; il soupçonne Mesa mais ne possède pas de preuves, et demande à Honor d'être son relais à la cour d'Elisabeth. La Huitième Force attaque le système très industrialisé de Lovat, en utilisant les nouveaux missiles équipés du système Apollon, révélant son efficacité. Durant la bataille l'amiral Giscard est tué, la flotte havrienne et toute l'industrie spatiale sont détruites, ainsi que les plateformes Moriarty avant qu'elles puissent intervenir. Pritchart décide de lancer l'attaque vers le système mère de Manticore.
Honor retourne sur Manticore pour voir Katherine, la fille d'Émilie. L'amirauté décide que son prochain objectif sera Jouett, un système très important et aussi bien défendu que Havre. Ayant reçu des renforts andermiens, Honor organise des manœuvres.
Tourville avec une flotte énorme attaque le système de Manticore, détruisant la Première Force qui le gardait. La Troisième Force qui protégeait la sortie du trou de ver de l'étoile de Trévor rejoint précipitamment le système mère. Honor et la Huitième force, plus éloignées, ne peuvent transiter que dans plusieurs heures. La Troisième Force inflige des pertes importantes aux havriens, mais elle est quasiment détruite. Honor intervient à son tour. Sa flotte étant la seule équipée des nouveaux missiles et du système Apollon, elle annihile une flotte complète de Tourville. Elle demande et obtient la reddition de Tourville qui doit lui livrer ses bâtiments et bases de données intactes.
L'alliance déplore 591 245 morts, 3 512 blessés, 139 supercuirassés, 7 portes-BAL, 27 croiseurs de combat, 36 croiseurs lourds, 2 806 bâtiment d'assaut léger détruit, 7 supercuirassés et 2 PBAL sont définitivement hors d'usage. 
La République compte presque deux millions de victimes et 379 732 prisonniers de guerre. Elle perd 251 supercuirassés, 9 PBAL, 64 croiseurs de combat, 54 croiseurs lourds, 4 612 bâtiment d'assaut léger détruit, et a vu capturer 68 supercuirassés, 7 PBAL et plus de 3 000 bâtiment d'assaut léger. Il s'agit alors de la plus grande bataille spatiale de l'Histoire.
La Huitième Force devient la Première Force, affectée à la défense du système de Manticore.

## Remarques
L'auteur, David Weber, a déclaré qu'il avait toujours eu l'intention que son personnage principal, Honor Harrington, meure au cours de cette dernière bataille. L'histoire se serait alors poursuivie plusieurs décennies plus tard, en suivant les descendants de la famille Harrington. Mais le développement des séries annexes La Couronne des esclaves (relative au commerce des esclaves et au système de Congo), et Saganami (qui s'intéresse davantage aux actions de Mesa dans l'amas de Talbot), l'a fait changer d'avis.